# Pachnobia acraea
Pachnobia acraea là một loài bướm đêm trong họ Noctuidae.